# دروازه گرگر
دروازه گرگر یکی از دروازه‌های ششگانه شهر تاریخی شوشتر بوده است که در سمت مشرق باز می‌شده و از روی سد گرگر عبور می‌کرده و راه مناطق بختیاری از آن می‌گذشته است. هم‌اکنون در کنار مجموعه آبشارهای شوشتر محوطه‌ای بزرگ و مدور را دروازه گرگر می‌نامند.